# 2-아미노-3-카복시뮤코닉 세미알데하이드
2-아미노-3-카복시뮤코닉 세미알데하이드(영어: 2-amino-3-carboxymuconic semialdehyde)는 트립토판-니아신 이화 경로에서 트립토판 대사 과정의 대사 중간생성물이다. 퀴놀린산은 포유류의 조직에서 2-아미노-3-카복시뮤코닉 세미알데하이드로부터 비효소적으로 형성되는 신경독이다. 2-아미노-3-카복시뮤코닉 세미알데하이드는 효소 작용을 통해 2-아미노뮤코닉 세미알데하이드를 거쳐 2-아미노뮤콘산으로 전환될 수 있다.

## 같이 보기
- 3-하이드록시안트라닐산
- 2-아미노뮤코닉 세미알데하이드